# Proof (Fernsehserie)
Proof ist eine US-amerikanische Fernsehserie mit Jennifer Beals in der Hauptrolle. Sie wurde 2015 von TNT Original Productions für TNT produziert. In Deutschland startete die Serie nur zwei Tage später am 18. Juni 2015 auf dem Bezahlfernsehsender TNT Glitz. Nach nur einer Staffel beschloss TNT, die Serie wieder abzusetzen.

## Inhalt
Carolyn Tyler ist eine Herz-Thorax-Chirurgin, die oftmals Menschen an der Schwelle des Todes zurück ins Leben bringt. Nach dem Tod ihres Teenager-Sohns, einer Scheidung, und einem Bruch mit ihrer Tochter, wird sie mit Ivan Turing, einem Erfinder und Milliardär mit Krebs konfrontiert, welcher ihr sein Vermögen von 10 Milliarden Dollar anbietet, im Austausch für Hinweise auf das, was nach dem Tod geschieht. Er erinnert sie dann an ihre traumatischen Erfahrungen: einer Boots-Katastrophe in Japan, welche sie überlebte, und den kürzlichen Tod ihres Sohnes. Carolyn trifft auf Lilly, ein junges Mädchen in der Klinik, die fünf Tage im Koma verbracht hat. Lilly erzählt, sie hätte diese Tage an einem „anderen Ort“ verbracht, und zeichnet Bilder von Menschen, die sie noch nie zuvor gesehen hat, einschließlich ihres Großvaters. Später nach einer OP, bei welcher Lilly ein Blutgerinnsel aus ihrem Gehirn entfernt wird, erzählt sie Carolyn, dass „sie“, die Menschen auf der „anderen Seite“ ihr sagten, dass sie weder über diesen anderen Ort, noch über ihre Erfahrungen sprechen dürfe. Daraufhin willigt Carolyn auf Ivans Forschungen ein.

## Besetzung und Synchronisation
| Schauspieler         | Charakter                 | Synchronsprecher |
| -------------------- | ------------------------- | ---------------- |
| Jennifer Beals       | Dr. Carolyn „Cat“ Tyler   | Natascha Schaff  |
| Matthew Modine       | Ivan Turing               | Peter Flechtner  |
| Joe Morton           | Dr. Charles Richmond      | Axel Lutter      |
| Callum Blue          | Peter Van Owen            | Timmo Niesner    |
| Edi Gathegi          | Dr. Zedan Badawi          | Rainer Fritzsche |
| Annie Thurman        | Sophie Barliss            | Jodie Blank      |
| David Sutcliffe      | Dr. Leonard „Len“ Barliss | Boris Tessmann   |
| Caroline Rose Kaplan | Janel Ramsey              | Nicole Hannak    |